# Abilio Diniz
Abilio dos Santos Diniz (São Paulo, 28 de dezembro de 1936 – São Paulo, 18 de fevereiro de 2024) foi um administrador e empresário brasileiro, presidente do Conselho de Administração da Península Participações, presidente do Conselho de Administração da BRF e membro dos Conselhos de Administração do Grupo Carrefour e do Carrefour Brasil.
Foi sócio da Companhia Brasileira de Distribuição, que inclui as bandeiras de Varejo Alimentar, Pão de Açúcar e Extra, de Atacarejo, Assaí e de Eletro, Ponto Frio (Globex). Também foi sócio majoritário das Casas Bahia, através da sua controlada Globex S/A.

## Biografia
Abilio é o primeiro dos seis filhos de Floripes Pires e do imigrante Valentim Diniz. Valentim nasceu em 1913 em Pomares, na Guarda, em Portugal, e imigrou para o Brasil em 25 de Novembro de 1929.
Diniz estudou no colégio Anglo Latino, fez segundo grau no Colégio Mackenzie e se formou em 1956 pela Escola de Administração de Empresas da Fundação Getúlio Vargas. Concluída a graduação, Diniz abriu mão de uma pós-graduação na Universidade de Michigan ao aceitar a proposta de seu pai para abrir um supermercado. Em abril de 1959, pai e filho inauguraram o Supermercado Pão de Açúcar, a primeira unidade do que viria a se tornar a maior rede varejista da América Latina, o Grupo Pão de Açúcar.
Em 1965, Diniz foi para os Estados Unidos estudar Marketing pela Universidade de Ohio e Economia pela Universidade Columbia, em Nova York.
Em 11 de dezembro de 1989, Diniz foi sequestrado no Jardim Europa, em São Paulo. Durante seis dias ficou em um cativeiro no bairro do Jabaquara (zona sul de SP). Na época, dez sequestradores, de vários países sul-americanos, foram presos.

Em 2003, Abilio foi entrevistado pelo Museu da Pessoa, durante o projeto "Memória Identidade e Cultura – Grupo Pão de Açúcar", e sua história foi publicada no acervo do Museu com o título "O que motiva é você ser realmente reconhecido pelo trabalho que faz". Na entrevista, Diniz menciona como a sua trajetória mesclou a convivência com a família, o amor pelos esportes e o foco em seus estudos. Ao se lembrar de sua infância, comenta sobre como era trabalhar com o pai durante a sua primeira graduação:
Meu pai depois da padaria, ele teve a Doceira Pão de Açúcar, que até deu origem do nome ao Grupo - deu origem ao Grupo e ao nome. Eu trabalhava na Doceira desde os 13 anos e depois, mais para frente, tive um trabalho bem mais organizado. Nós fazíamos festas, fazíamos serviços de buffet e eu montei um pequeno escritório de vendas. [...] Tínhamos três lojas da Doceira: uma na Brigadeiro, na Praça Clóvis e na Barão de Paranapiacaba, na cidade [de São Paulo]. E esse da Praça Clóvis tinha um pequeno mezanino e eu montei um escritório de vendas lá. Então, eu ia em cartórios, ia em igrejas para descobrir as pessoas que iam casar, os batizados que iam se realizar. E aí, depois, eu preparava aquelas listas e ia procurar, ia de porta em porta, muitos até nem tinham telefone - telefone não era uma coisa tão, vamos dizer assim, tão frequente nas casas como é hoje. E eu, então, tentava e muitas vezes conseguia. Então esse era o meu trabalho. E foi o que eu fazia durante o tempo que eu estava estudando administração de empresas na Fundação Getúlio Vargas.
Durante a entrevista, Diniz demonstra como era estar à frente, de 1960 a 2012, do maior grupo varejista da América Latina, o Grupo Pão de Açúcar, tornando-se um dos maiores empresários do país.

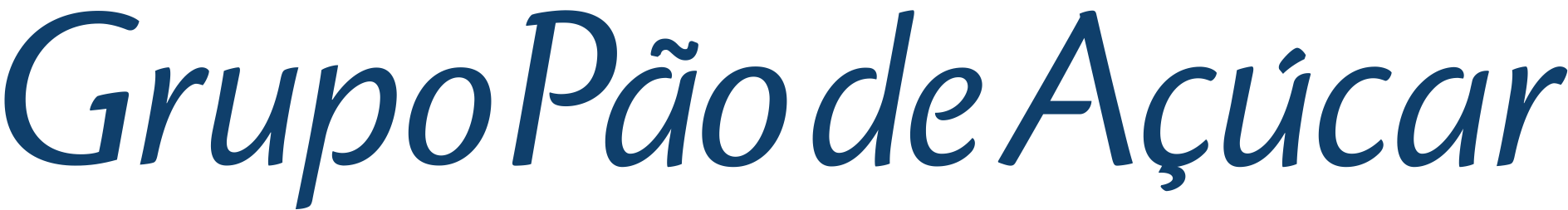
Logotipo do Grupo Pão de Açúcar.

Em 2006, Diniz fundou a Península Participações, empresa de investimentos criada para gerir os ativos da família Diniz por meio de investimentos privados e líquidos, além de perpetuar sua cultura empreendedora. Desde então, é o presidente do Conselho de Administração da empresa. A Península Participações, por meio de seu braço social, o Instituto Península, também atua com projetos em educação e esporte.
Em 2010, Diniz idealizou um curso de especialização na FGV-SP intitulado Liderança 360°. Voltado para alunos entre 25 e 40 anos, das mais variadas áreas de atuação, o curso tem como objetivo incentivar a formação de novas lideranças.
Em abril de 2013, Diniz assumiu a presidência do Conselho de Administração da BRF, incursionando pela primeira vez no segmento industrial. A Península Participações possui participação acionária na empresa.
Ao fim de 2014, assumiu um assento no Conselho de Administração do Carrefour (Brasil). Já em maio de 2016, Diniz foi nomeado membro do Conselho de Administração do Grupo Carrefour, com sede na França. Antes disso, Diniz ocupou por meses a posição de Observador, com papel consultivo. A Península Participações também possui participações no Grupo Carrefour e Carrefour Brasil.
Durante a pandemia de COVID-19 no Brasil praticou doações de cinquenta milhões de reais de empresas do grupo da família para combate à doença. Em nota, o empresário afirmou que decidiu divulgar o valor para incentivar a participação de outras empresas.

### Nos negócios
Como mencionado anteriormente, Abilio começou a trabalhar aos 12 anos auxiliando seu pai na Doceria Pão de Açúcar, inaugurada em setembro de 1948.
Em abril de 1959, no mesmo ano em que se formou em Administração de Empresas na FGV, optou por não seguir a carreira acadêmica para liderar junto ao seu pai o projeto de criação da primeira loja do supermercado Pão de Açúcar, localizada na Avenida Brigadeiro Luiz Antônio, em São Paulo.
Em 1960, com a operação da primeira loja estabelecida, Diniz viajou durante quatro meses pela Europa e pelos Estados Unidos para observar o funcionamento do setor de varejo no exterior. Por meio das visitas nas redes de supermercados pelo mundo, Diniz buscou aprender tudo o que podia sobre a concorrência.
Em 1963, após quatro anos da abertura da primeira loja, a segunda unidade do Pão de Açúcar foi inaugurada na rua Maria Antônia, no centro de São Paulo. Um ano depois, o Pão de Açúcar adquiriu os supermercados Quiko e Tip Top.
Em 1967 Diniz embarcou a Paris com seu amigo e à época professor do curso de administração da FGV de São Paulo Luiz Carlos Bresser-Pereira, que trabalhava no Pão de Açúcar, para conhecer Marcel Fournier, cofundador do Carrefour. O empresário levou-os para conhecer uma loja, onde detalhou o passo a passo da operação.
Em 1968, Diniz foi um dos fundadores da Associação Brasileira de Supermercados.
Inspirado no modelo de hipermercados Carrefour, Diniz inaugurou em 1971 em Santo André a bandeira Jumbo, o primeiro hipermercado do Brasil.
Em 1976, adquiriu a rede Eletroradiobraz, segunda maior rede de supermercados e hipermercados do Brasil na época, com oito supermercados, 26 hipermercados, 16 magazines e um depósito.
Durante as décadas de 60 e 70, o Pão de Açúcar apresentou um grande crescimento com Diniz à frente do negócio. O Pão de Açúcar foi a primeira rede de supermercados a instalar uma loja em shopping center (o Iguatemi, em São Paulo), a ter uma farmácia, a funcionar 24 horas e a montar um centro de processamento de dados.
Em 1979, após os decorrentes desentendimentos familiares, afastou-se dos negócios. Nessa época, convidado pelo ministro do Planejamento, Mario Henrique Simonsen, passou fazer parte do Conselho Monetário Nacional. Lá, atuou principalmente coordenando a produção de boletins econômicos. No período de dez anos em que Diniz passou na ponte aérea São Paulo-Brasília, a empresa foi conduzida por seu pai, irmãos e outros profissionais.
A 26 de novembro de 1987, foi agraciado com o grau de Comendador da Ordem do Infante D. Henrique, de Portugal.
Ao fim da década de 1980, ao perceber que os negócios não iam bem, Valentim pediu a Abilio para que assumisse a direção com plenos poderes. Em meados de 1989, Abilio voltou à companhia e passou a ocupar a presidência executiva, enquanto seu Valentim integrava o Conselho de Administração do Grupo.
Diniz desenvolveu um projeto de recuperação emergencial, mas não chegou a executar, pois, em março de 1990, o governo Collor implementou um plano de medidas financeiras no país que gerou uma falta de caixa na empresa, e o Pão de Açúcar ficou à beira da falência.
Para recuperar a companhia, Diniz pôs em prática o lema "corte, concentre e simplifique". Executou um plano de corte drástico que não poupou nem os cargos de primeiro escalão. Também vendeu o prédio construído pelos seus irmãos na Berrini, bairro comercial de São Paulo, que foi sede do GPA de 1986 a 1992. O número de lojas, que chegara a 626 em 1985, foi reduzido para 262, em 1992. Desta forma, Diniz conseguiu contornar a crise e levar o grupo a um novo período de expansão.
A partir de 1992, conflitos familiares começaram a interferir no futuro da companhia. O Grupo Pão de Açúcar se estabilizou societariamente com um acordo fechado em novembro de 1993. Diniz ficou com o controle majoritário do grupo, os pais passaram a uma participação minoritária (36,5% das ações), sua irmã Lucília preservou 12% das ações. Os outros irmãos venderam suas participações no grupo.
Já em 1995, abriu o capital do Grupo Pão de Açúcar e, em 1997, passou a negociar suas ações na Bolsa de Nova York. Foi a primeira empresa de controle 100% nacional a realizar uma emissão global de ações (no Brasil, Estados Unidos e Europa). Em 1999, o grupo francês Casino assume 24% do capital votante do grupo. Em 2000, o empresário iniciou um novo processo de reengenharia da Companhia Brasileira de Distribuição e assumiu a liderança no ranking das maiores redes de varejo do país.
O próximo passo foi buscar um parceiro estratégico no exterior. Nesse processo, foi escolhido o grupo francês Casino, presidido por Jean-Charles Naouri, que entrou, em 1999, como sócio minoritário, adquirindo 24,5% do Grupo Pão de Açúcar (GPA) por 854 milhões de dólares. Dois anos depois, o grupo francês ampliou sua participação no negócio, investindo dois bilhões de reais, e em junho de 2012, assumiu o controle total do GPA.
Ao fim de 2002, Diniz e seus filhos decidiram profissionalizar a companhia. Dessa forma, deixou a presidência executiva do GPA e passou a ser presidente do Conselho Administrativo do Grupo.
Em 2003, Diniz tornou-se também um membro do Conselho de Desenvolvimento Econômico e Social: um grupo formado por representantes da sociedade civil, dos mais diversos segmentos, que assessoram diretamente o Presidente em todas as áreas de atuação do Poder Executivo.

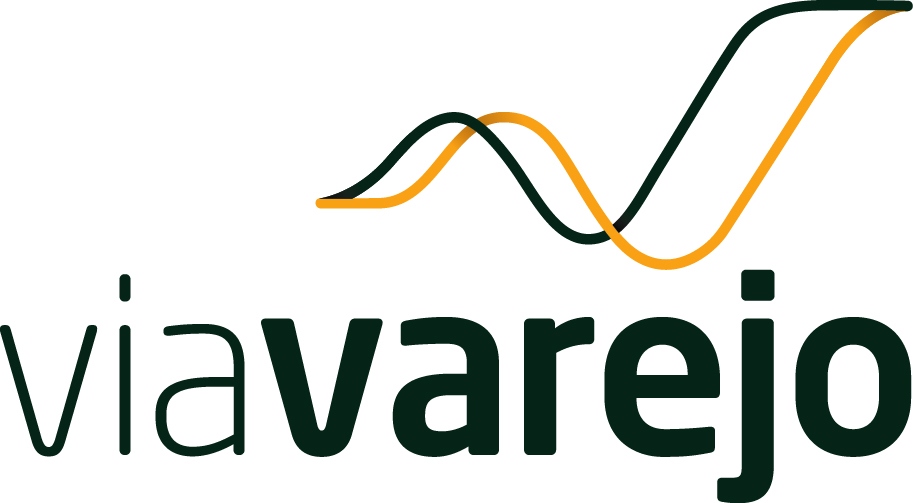
Logo ViaVarejo

Nesse mesmo período, em 2009, o Grupo Pão de Açúcar comprou a rede Ponto Frio, e também 51% da rede Casas Bahia formando posteriormente a Via Varejo e tornando-se líder no varejo do país.
Em abril de 2013, a convite da gestora de investimentos Tarpon, assumiu a presidência do Conselho de Administração da BRF, incursionando pela primeira vez no segmento industrial.
Atuando como sócio minoritário da BRF por meio da Península Participações, empresa de investimentos da família, sua atuação na companhia iniciou-se por uma ampla reestruturação. O lucro da companhia teve um crescimento de R$ 700 milhões em 2012 para R$ 2,2 bilhões em 2014. Na mesma época, o valor de mercado foi de R$ 37 bilhões para R$ 55 bilhões.
Em setembro de 2013, insatisfeito com a nova gestão do Grupo Pão de Açúcar pelo francês Casino, Abilio firmou acordo com o sócio Jean-Charles Naouri, para deixar a companhia. Nesse ato, Diniz preferiu transformar suas ações ordinárias em preferenciais, sem direito a voto, e renunciou ao cargo de Presidente do Conselho do GPA, que passou a ser exercido por Naouri. Em contrapartida, foi liberado da cláusula de não concorrência, que antes o impedia de atuar no varejo.
Ao sair do GPA, Diniz passou a dedicar mais tempo à Península Participações e às empresas investidas, como BRF e Carrefour. Em 2014, a Península Participações já geria um patrimônio de mais de 10 bilhões de reais e contava com mais de cem profissionais.
No fim de 2014, Abilio adquiriu, por meio da Península Participações, 10% das ações do Carrefour Brasil e assumiu um assento no Conselho de Administração da empresa.

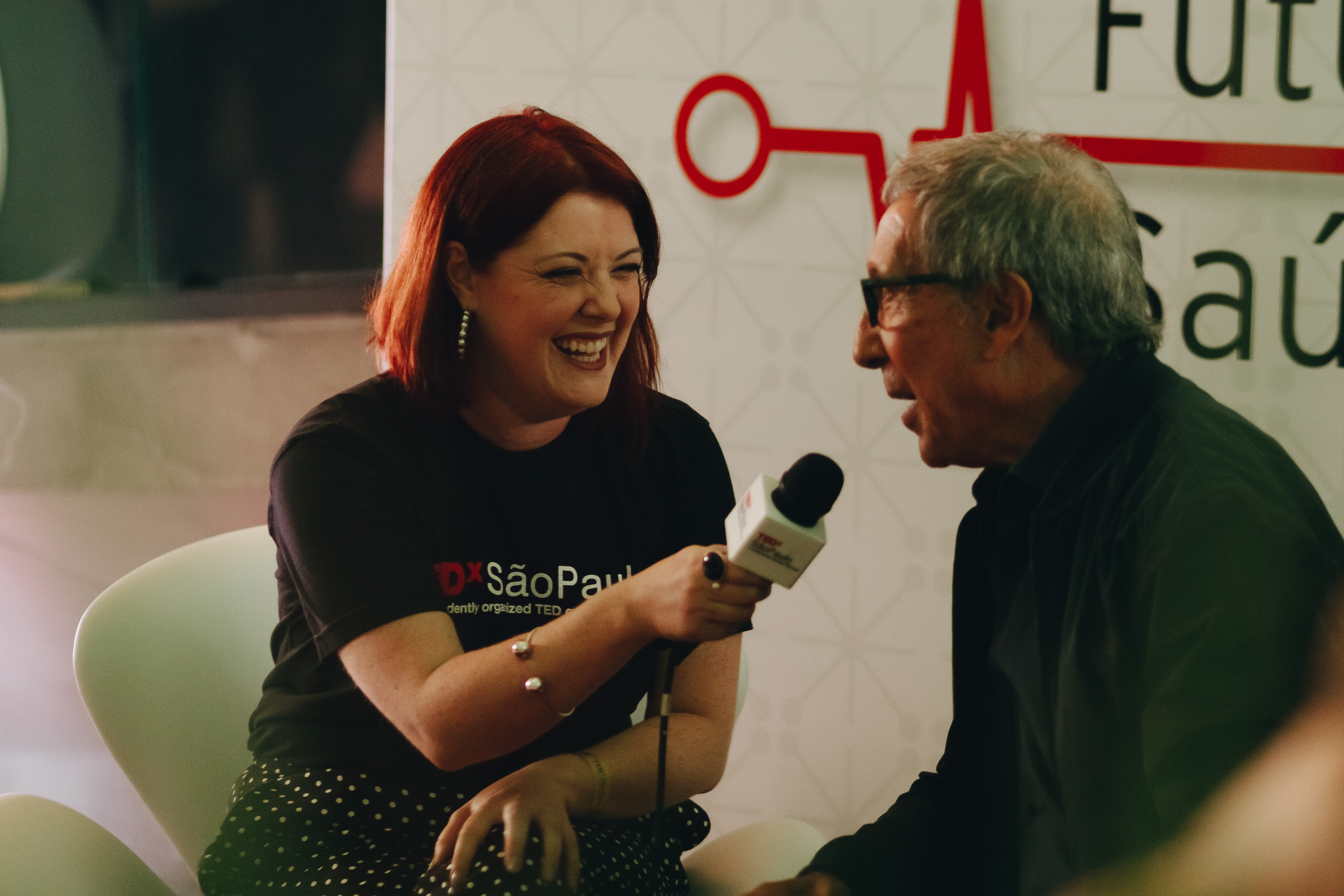
Abílio em 2018.

Já em junho de 2015, a Península Participações ampliou a sua participação no Carrefour Brasil de 10% para 12%. Em meio a essa ampliação, o fundo soberano de Cingapura (Government of Singapore Investment - GIC) entrou como investidor indireto.
No mesmo ano, 2015, a Península Participações aumentou de 2,4% para 5,07% sua participação no Carrefour global.
Em março de 2016, a empresa tornou-se o terceiro maior acionista global da rede Carrefour, aumentando sua participação na companhia de 5,07% para 8,05%. Em maio de 2016, Diniz foi nomeado membro do Conselho de Administração do Grupo, com 90% de votos lançados na reunião anual de acionistas. Desde janeiro de 2016, Abilio ocupava a posição de Observador, com papel consultivo.

### Nos esportes
Diniz começou a praticar esportes regularmente aos 11 anos para defesa pessoal, pois seus colegas consideravam-no baixinho, gordinho e impopular. Aos poucos foi tomando cada vez mais gosto por atividades físicas.
Durante a infância e adolescência, aprendeu judô, boxe e capoeira. Fez também musculação e levantamento de peso. Além dessas modalidades esportivas, também jogava futebol na rua onde ficava a doceria do pai. Já adulto, Diniz havia adotado a prática esportiva como fonte de qualidade de vida.
Também foi piloto e venceu uma edição das Mil Milhas Brasileiras ao lado do seu irmão Alcides Diniz em 1970. Foi piloto até 1971, tendo disputado outras provas. Sua última corrida foi as 500 Milhas de Interlagos.
Torcedor fanático do São Paulo Futebol Clube, possuía um blog no portal UOL no qual comentava sobre esportes com ênfase em futebol, especialmente seu time do coração.

### Na televisão
Em 15 de março de 2022, a CNN Brasil anunciou a contratação de Abilio para comandar o programa de entrevistas Olhares Brasileiros, do segmento CNN Brasil Soft a partir de maio. Ainda no mesmo ano, o programa passou a se chamar Caminhos.

### Como um escritor

#### Livro "Caminhos e Escolhas"
Em 2004, Abilio lançou o livro Caminhos e Escolhas – O caminho para uma vida mais feliz. A obra narra os momentos decisivos de sua vida e como estes momentos o transformaram.
O livro aborda seis pilares que Abilio julga essenciais para uma vida feliz: atividade física, alimentação, controle do estresse, autoconhecimento, amor e espiritualidade e fé.

#### Livro "Novos Caminhos, Novas Escolhas"
Em outubro de 2016, lançou seu segundo livro "Novos Caminhos, Novas Escolhas" pela Editora Objetiva (Grupo Companhia das Letras), que conta suas principais reinvenções da vida pessoal e profissional nos últimos 12 anos. Como em seu best-seller anterior que vendeu 220 mil cópias, Diniz defende um estilo de vida saudável, mas dessa vez aposta ainda mais na longevidade com qualidade, sempre procurando equilíbrio. A narração teve apoio do jornalista Sergio Malbergier.
Em sua primeira semana de vendas, “Novos Caminhos, Novas Escolhas” estreou nas listas de mais vendidos da revista Veja e do jornal Folha de S.Paulo, ambos na categoria “não ficção”.
Em março de 2017 foi lançada a versão em francês do livro, na embaixada. A obra também ganhou uma versão em inglês comercializada no mercado americano.

#### Livro "Abilio - Determinado, Ambicioso, Polêmico"
Em 2015, a jornalista Cristiane Correa escreveu o livro "Abilio - Determinado, Ambicioso, Polêmico", publicado pela editora Sextante, no qual narra com detalhes a trajetória do empresário desde quando ainda era um garoto impopular até se tornar um dos maiores empresários do Brasil.
O livro, que foi um dos finalistas do Prêmio Jabuti 2016 na categoria Biografia, aborda também os bastidores da saída de Abilio Diniz do Grupo Pão de Açúcar e o início da nova etapa empresarial.

### Vida pessoal
Abilio era casado e tinha seis filhos. Quatro dos seus herdeiros são do primeiro casamento, em 1960, com Maria Auriluce Falleiros: Ana Maria, João Paulo, Adriana e Pedro Paulo. Do segundo casamento com a economista Geyze Marchesi, nasceram Rafaela e Miguel.

### Liderança
Em 2009, foi considerado pela Revista Época um dos 100 brasileiros mais influentes do ano.
Foi eleito pela revista Forbes em 2016 o 14º brasileiro mais rico e a 477ª pessoa mais rica do mundo.

### Morte
Morreu no dia 18 de fevereiro de 2024, após um mês internado no Hospital Israelita Albert Einstein, em decorrência de complicações de uma insuficiência respiratória causada por uma pneumonite.
De acordo com o Metrópoles, estima-se que Abilio Diniz tenha deixado fortuna de nove bilhões de reais para os seus herdeiros.

## Controvérsias

### Suposto pagamento do GPA a Antonio Palocci
Documentos obtidos pela imprensa, em abril de 2015, indicavam que o ex-ministro-chefe da Casa Civil, Antonio Palocci recebeu pagamentos de trinta empresas por serviços de consultoria em 2010, ano em que Palocci coordenava a campanha presidencial de Dilma Rousseff. Dentre estas companhias estava o Grupo Pão de Açúcar.
Após a descoberta dos contratos, rascunhos, notas, e-mails e outros documentos internos pela revista Época, que tinham por objetivo justificar os pagamentos para Palocci, o GPA decidiu instaurar um time de auditoria para investigar o dinheiro dado a Palocci numa tentativa de fazer as coisas corretamente.
Dois meses depois, o comitê de auditoria não encontrou evidências que Palocci tenha ajudado o grupo de alguma forma, e o Ministério Público Federal (MPF) arquivou o caso.
Informações publicamente disponíveis confirmam que a Península Participações investe no Carrefour. O Carrefour tem enfrentado publicidade negativa devido à falta de um plano claro para a transição para ovos 100% livres de gaiolas em todas as suas localidades globais. Dadas as condições cruéis nas granjas de gaiolas em bateria e os riscos à saúde associados aos ovos produzidos nesses sistemas, a União Europeia proibiu a criação em gaiolas por meio da Diretiva 1999/74/EC do Conselho, que entrou em vigor em 2012.